# Mariä Namen

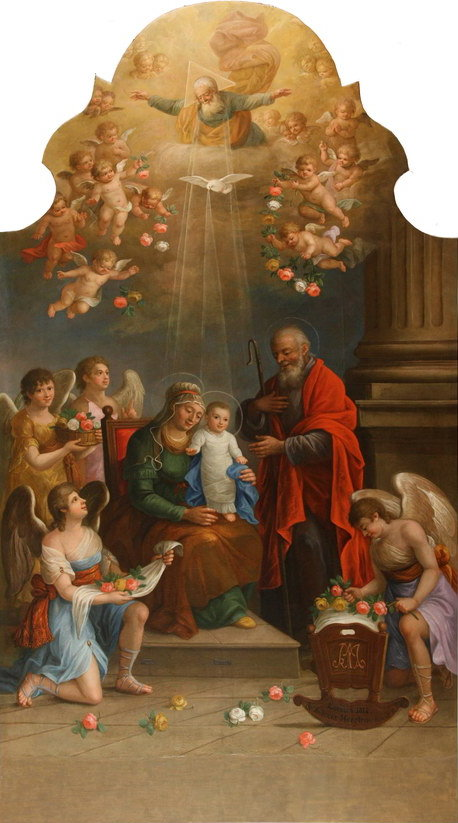
Geburt Mariens, Janez Andrej Herrlein, 1811

Das Marienfest Mariä Namen wird im Kirchenjahr der römisch-katholischen Kirche am 12. September gefeiert. 

## Herkunft
Der Festtag geht auf ein Fest zu Ehren des heiligen Namens Mariens zurück. Der Festtag wurde ab 1513 zuerst im neukastilischen Bistum Cuenca gefeiert.
Papst Innozenz XI. (1676–1689) setzte das Ideenfest für die ganze Kirche verbindlich fest, nachdem am 12. September 1683 die vereinigten christlichen Heere unter dem Oberbefehl des polnischen Königs Johann III. Sobieski die Zweite Wiener Türkenbelagerung mit der siegreichen Schlacht am Kahlenberg vor Wien beendet hatten. Dem Heer wurde das Banner mit  der Schutzmantelmadonna vorangetragen. Papst Pius X. verlegte das zunächst für den Sonntag nach Mariä Geburt (8. September) vorgeschriebene Fest Mariä Namen auf den 12. September, den eigentlichen Siegestag.
Im Generalkalender (Allgemeiner Römischer Kalender) von 1970 wurde das Fest gestrichen, weil es eine Doppelung zum Fest Mariä Geburt am 8. September sei. Im Regionalkalender für das deutsche Sprachgebiet blieb es wegen des historischen Bezuges zum Sprachgebiet und der Verwurzelung im Volk als nichtgebotener Gedenktag erhalten. Seit 2002 ist Mariä Namen auch wieder als nichtgebotener Gedenktag im Generalkalender enthalten. Zahlreiche Kirchen sind dem Patrozinium des Namens Mariens unterstellt.

## Bedeutung im Jahresablauf
Der bäuerliche Kalender markiert Mariä Namen als den Abschluss des Sommers:
An Mariä Namen sagt der Sommer Amen.
Für die ländlich geprägte Gesellschaft hatte der 12. September zudem eine rechtliche Bedeutung: Ab diesem Stichtag durfte von den Armen das liegengebliebene Korn von den abgeernteten Feldern gesammelt werden.